# Rüdesheimer Verband deutscher Burschenschaften
Der Rüdesheimer Verband deutscher Burschenschaften (RVdB) war ein Korporationsverband von Studentenverbindungen. Ihm gehörten bis zu 37 Burschenschaften (Höchststand 1918) mit knapp 2.000 aktiven Mitgliedern (WS 1913/14) und über 3.300 Alten Herren (WS 1914/15) an. Die Mitgliedsverbindungen waren anfänglich nur an Technischen Hochschulen und Bergakademien beheimatet, später wurden auch Burschenschaften an Universitäten und Tierärztlichen Hochschulen aufgenommen. Er vereinigte sich 1919 mit der Deutschen Burschenschaft.

## Geschichte

### Die Entstehung der technischen Burschenschaften
Je nach dem Alter der Technischen Hochschulen traten burschenschaftliche Bestrebungen bereits in den frühen Jahren in Erscheinung. Bereits 1822 entstand eine Burschenschaft mit dem Namen Germania und den urburschenschaftlichen Farben Schwarz–Rot–Gold an der Bergakademie in Freiberg. In Karlsruhe wurde 1843 die Burschenschaft Teutonia und in Darmstadt eine Burschenschaft Germania gegründet. Auch in Braunschweig entstanden burschenschaftliche Verbindungen, wie die Alemannia und Teutonia (beide 1848) und die Burschenschaft Allemannia (1850), welche jedoch nur vorübergehenden Bestand hatten. Erst die dort 1861 gegründete Burschenschaft Germania konnte sich durchsetzen. Es folgten Gründungen 1861 in Dresden (Cheruscia) und 1866 in Stuttgart (Alemannia).
Die wenigen bis dato existierenden Burschenschaften an Technischen Hochschulen hatten zum Teil gegenseitige Beziehungen geknüpft oder pflegten Kontakte mit den Burschenschaften der Universitäten, wie beispielsweise die Karlsruher Burschenschaft Teutonia, die dem Norddeutschen Kartell angehörte. Mit der Gründung des Eisenacher Deputierten-Convents endeten die Beziehungen zu den Universitäts-Burschenschaften, da dieser Verband die Burschenschaften an Technischen Hochschulen nicht als gleichberechtigt anerkannte. Hauptgrund war die fehlende Vorbildung (Matura), welche den technischen Studenten vorgehalten wurde. Verschiedene Neugründungen ab den 1880er Jahren erweiterten dann den Kreis der technischen Burschenschaften. Vorerst kam es jedoch zu keinem größeren Zusammenschluss.

### Der Niederwald Deputierten-Convent (NDC)
Erst 1889, nachdem weitere Burschenschaften gegründet worden waren, wurde der Niederwald Deputierten-Convent als nichtmaturer Studentenverband ins Leben gerufen, welcher anfänglich acht Burschenschaften an technischen Hochschulen umfasste. Im November 1896, 16 Mitglieder stark, löste er sich aufgrund interner Meinungsunterschiede hinsichtlich der Einführung des Maturitätsprinzips wieder auf.

### Der Binger Deputierten-Convent (BDC)
Im Anschluss an die Auflösung des NDC wurde aus Reihen der das Maturitätsprinzip vertretenden Mehrheit der ehemaligen NDC-Mitglieder der Germania-Deputierten-Convent gegründet. Kurze Zeit später in Binger Deputierten-Convent (BDC) umbenannt, trat er an die Stelle des NDC. Neben den sieben Gründungsburschenschaften konnte der BDC aber nur zwei weitere Burschenschaften an sich ziehen, darunter eine von der Bergakademie Freiberg (Glückauf).

### Der Rüdesheimer Deputierten-Convent (RDC)

Wappentafel der Mitgliedsburschenschaften des RDC.

Am 10. März 1900 vereinigten sich schließlich 19 Burschenschaften zum maturen Rüdesheimer Deputierten-Convent, nachdem sich die Gruppe des BDC tags zuvor aufgelöst hatte. Ein Jahr nach seiner Gründung erfolgte die halb-offizielle Anerkennung als burschenschaftlicher Verband durch den Allgemeinen Deputierten Convent (ab 1902: Deutsche Burschenschaft). Die Frage der Maturität blieb aber weiterhin aktuell und führte dazu, dass die Deutsche Burschenschaft 1905 die Anerkennung wieder entzog.

### Der Rüdesheimer Verband deutscher Burschenschaften (RVdB)
1905 erfolgte die Umbenennung in Rüdesheimer Verband deutscher Burschenschaften. Bereits ab 1904 konnten auch Burschenschaften von Universitäten und ab 1908 von Tierärztlichen Hochschulen in den ursprünglich technischen Akademikerverband eintreten.
Nachdem mit dem Druckereibesitzer und Karlsruher Teutonen Adolf Geck bei der Reichstagswahl 1907 erstmalig ein Burschenschafter für die SPD in den Reichstag eingezogen war, fürchteten die im RVdB vereinigten technischen Burschenschaften um ihr Ansehen und beschlossen die Unvereinbarkeit von SPD-Mitgliedschaft und Zugehörigkeit zu einer RVdB-Burschenschaft. Teutonia Karlsruhe weigerte sich jedoch, Adolf Geck auszuschließen. Auch aus den Altherrenschaften der Burschenschaften kam Widerspruch, was schließlich zur Auflösung des Verbandes der alten technischen Burschenschafter führte.
Der Erste Weltkrieg und der einigende Nationalismus brachten Ingenieur und Universitätsabsolvent einander näher. Die Niederlage des Deutschen Reiches und die sich daraus ergebenden Folgen ließen das Trennende unter den Burschenschaften zurücktreten. Am 4. Januar 1919 schlossen sich Deutsche Burschenschaft und RVdB in Berlin zur Deutschen Burschenschaft zusammen. Das oberste Ziel des Technikerverbands – die Erringung der Gleichberechtigung – war erreicht.

## Couleurkarten

## Mitgliedsverbindungen
|  |
|  |
|  |
|  |
|  |

|  |
|  |
|  |
|  |
|  |

|  |
|  |
|  |
|  |
|  |

|  |
|  |
|  |
|  |
|  |

|  |
|  |
|  |
|  |
|  |
|  |

|  |
|  |
|  |
|  |
|  |

|  |
|  |
|  |
|  |

|  |
|  |
|  |
|  |
|  |

|  |
|  |
|  |
|  |
|  |

|  |
|  |
|  |
|  |
|  |

|  |
|  |
|  |
|  |
|  |

|  |
|  |
|  |
|  |
|  |

|  |
|  |
|  |
|  |
|  |

|  |
|  |
|  |
|  |
|  |

|  |
|  |
|  |
|  |
|  |

|  |
|  |
|  |
|  |
|  |

|  |
|  |
|  |
|  |
|  |

|  |
|  |
|  |
|  |
|  |

|  |
|  |
|  |
|  |
|  |

|  |
|  |
|  |
|  |
|  |

|  |
|  |
|  |
|  |
|  |

|  |
|  |
|  |
|  |
|  |
|  |

|  |
|  |
|  |
|  |
|  |

|  |
|  |
|  |
|  |
|  |

|  |
|  |
|  |
|  |
|  |
|  |
|  |

|  |
|  |
|  |
|  |
|  |

|  |
|  |
|  |
|  |
|  |

|  |
|  |
|  |
|  |
|  |

|  |
|  |
|  |
|  |
|  |

|  |
|  |
|  |
|  |
|  |

|  |
|  |
|  |
|  |
|  |

|  |
|  |
|  |
|  |

|  |
|  |
|  |
|  |
|  |

|  |
|  |
|  |
|  |
|  |
|  |

|  |
|  |
|  |
|  |
|  |

|  |
|  |
|  |
|  |
|  |
|  |
|  |

|  |
|  |
|  |
|  |
|  |

|  |
|  |
|  |
|  |
|  |

|  |
|  |
|  |
|  |
|  |

|  |
|  |
|  |
|  |
|  |

|  |
|  |
|  |
|  |
|  |

v.u. = Farben von unten gelesen

## Bekannte Burschenschafter des RVdB
- Ewald Bellingrath
- Albert Benz
- Rudolf Berger
- Ludwig Borchardt
- Carl Bosch
- August Föppl
- Adolf Geck
- Hans Grade
- Carl Graebe
- Ernst Heinkel
- Karl Hensing
- Heinrich Hertz
- Hanns Klemm
- Georg Knorr
- Ernst Mackensen
- Friedrich Ostendorf
- Hermann von Pfister-Schwaighusen
- Franz Reuleaux
- Max Schmid-Burgk
- Otto Schwab
- Emil Selenka
- Josef Titta
- Adolf Wagner
- Fritz Wüst